# Sherlock Holmes återkomst

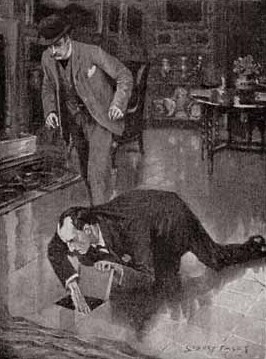
Illustration av Sidney Paget, ur novellen Den andra fläcken.

Sherlock Holmes återkomst (engelska: The Return of Sherlock Holmes) är den tredje novellsamlingen om detektiven Sherlock Holmes, skriven av Sir Arthur Conan Doyle. Novellerna publicerades ursprungligen 1903-1904, samlingen publicerades första gången 1905 i Storbritannien.
Detta var den första novellsamlingen sedan 1893, då Holmes "dog" i novellen Det sista problemet. Doyle publicerade Baskervilles hund 1901-1902 (där handlingen förlades till tiden före Holmes död) och trycket från allmänheten på att Holmes skulle återupplivas var så starkt att Doyle lät Sherlock Holmes återuppstå, vilket sker i Det tomma huset i denna samling.

## Novellerna i samlingen
1. Det tomma huset (The Adventure of the Empty House)
2. Byggmästaren i Norwood (The Adventure of the Norwood Builder)
3. De dansande figurerna (The Adventure of the Dancing Men)
4. Den ensamme cyklisten (The Adventure of the Solitary Cyclist)
5. Klosterskolan (The Adventure of the Priory School)
6. Svarte Peter (The Adventure of Black Peter)
7. Charles Augustus Milverton (The Adventure of Charles Augustus Milverton)
8. De sex napoleonbysterna (The Adventure of the Six Napoleons)
9. De tre studenterna (The Adventure of the Three Students)
10. Den guldbågade pincenén (The Adventure of the Golden Pince-Nez)
11. Den försvunne rugbybacken (The Adventure of the Missing Three-Quarter)
12. Abbey Grange (The Adventure of the Abbey Grange)
13. Den andra fläcken (The Adventure of the Second Stain)